# فولجيرز
فولجيرز (بالإنجليزية: Folgers)‏ هي شركة قهوة أمريكية تأستت عام 1935 من قبل مستثمرين أمريكيين في ولاية نبراسكا وحققت نجاحا كبيرا حيث بلغت مبيعاتها عام 1944 450 مليون دولار. قام المستثمرون حينها بتوسيع شركتهم حيث قامو بشراء 15 مزرعة بن في البرازيل لتوسيع صادرات البن من البرازيل. بحلول 1962 مباشرة ارتفعت الايرادات حيث بلغت مليار دولار سنويا، واستمرت الشركة في النمو بارتفاع الاستهلاك الكبير للبن والقهوة في الولايات المتحدة على الرغم من المنافسة الكبيرة مع شركة نسكافيه السويسرية. في عام 1996 قامت شركة برودكتر اند غامبل بالاستحواذ على الشركة في صفقة لم يعلن عنها. استمرت الشركة في التوسع والنمو الى اليوم حيث قامت الشركة بتصدير منتجاتها إلى الأسواق العالمية، حيث بلغت مبيعات الشركة في عام 2010 4 مليار دولار واستمرت المبيعات بالارتفاع مدعومة بطلب قوي على القهوة من الأسواق عالمية. بحلول عام 2015 بلغت المبيعات 6 مليارات دولار، وقامت الشركة الأم عام 2017 بتوسيع دائرة منتجات فولجيرز وشراء والتعاقد مع مزارع البن في البرازيل وكولومبيا والسلفادور عبر استثمارات ضخمة بلغت 3 مليار دولار وذلك بعد ازدياد الطلب العالمي على القهوة.